# Жилинцы (Ярмолинецкий район)
Жилинцы (укр. Жилинці) — село в Ярмолинецком районе Хмельницкой области Украины.
Население по переписи 2001 года составляло 967 человек. В 2023 году в селе зарегистрировано 357 человек. Почтовый индекс — 32131. Телефонный код — 3853. Занимает площадь 2,55 км². Код КОАТУУ — 6825883001.
В селе родился Герой Советского Союза Иван Пиявчик.

## Местный совет
32131, Хмельницкая обл., Ярмолинецкий р-н, с. Жилинцы